# Daqūqābād
Daqūqābād (persiska: دقوق آباد, Dūqābād, Dūjābād, Dūghābād, Coghābād) är en ort i Iran.   Den ligger i provinsen Kerman, i den centrala delen av landet, 700 km sydost om huvudstaden Teheran. Daqūqābād ligger 1 312 meter över havet och antalet invånare är 833.
Terrängen runt Daqūqābād är platt åt sydväst, men åt nordost är den kuperad. Runt Daqūqābād är det ganska glesbefolkat, med 39 invånare per kvadratkilometer. Närmaste större samhälle är Bahremān, 11,8 km sydost om Daqūqābād. Trakten runt Daqūqābād är ofruktbar med lite eller ingen växtlighet.